# Sundagrapha lepidata
Sundagrapha lepidata là một loài bướm đêm trong họ Geometridae.